# Skanderbeg
Skanderbeg (Albanees: 

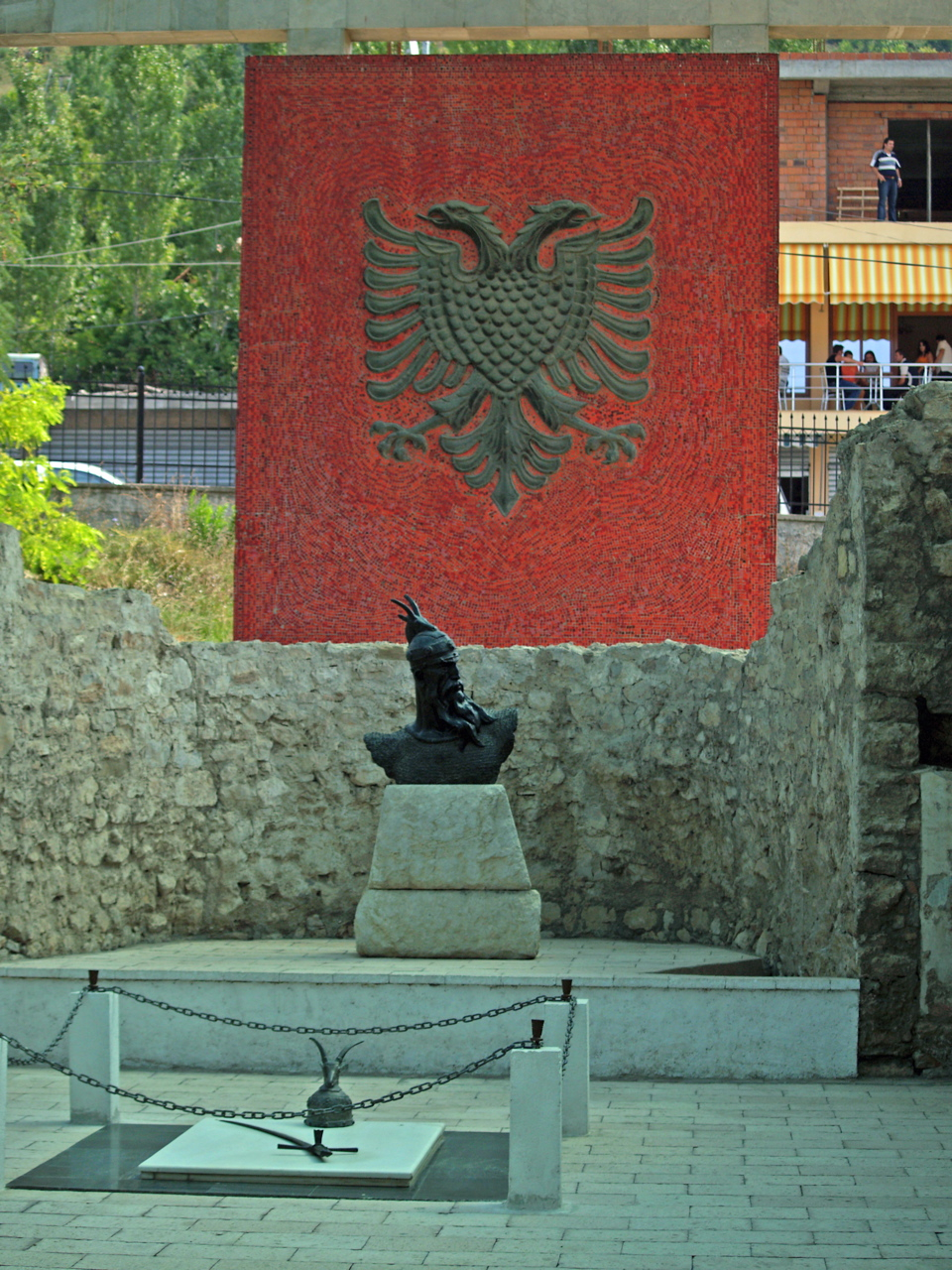
Het graf van Skanderbeg in Lezhë.

Skënderbeu), geboren als  Gjergj Kastrioti (6 mei 1405 (?) - Lezhë, 17 januari 1468) was een Albanese prins uit het adellijk geslacht Kastrioti. De dynastie regeerde over het vorstendom Kastrioti in centraal-Albanië. Skanderbeg werd in 1444 gekroond tot vorst van Albanië door de Liga van Lezhë te stichten. Hij was hier opperbevelhebber van het Albanese leger gedurende de Albanees-Ottomaanse oorlog. Vanwege de opmerkelijke resultaten die hij hier boekte, 24 overwinningen in 25 veldslagen, wordt hij door de meeste Albanezen beschouwd als de nationale volksheld.

## Biografie

### Afkomst
Gjergj Kastrioti werd geboren in Dibër of in Krujë. Zijn exacte geboortejaar is niet bekend, zowel 1405 als 1413 worden in de literatuur genoemd. Zijn vader Gjon Kastrioti was landheer van een gebied tussen Lezhë en Prizren, onder anderen Mat, Mirditë en Dibër vielen in zijn territorium. Hij was een telg van de Kastrioti's, een Albanese adellijke familie die in het noorden van het hedendaagse Albanië over het vorstendom Kastrioti heerste. Over de afkomst van zijn moeder, Vojsava Tripalda, zijn historici het oneens. Skanderbeg had drie broers genaamd Reposh, Stanisha en Konstantin en vijf zussen, Mara, Jelena, Mamica, Angjelina en Vlajka. 
Skanderbeg werd geboren in een oosters-orthodox gezin en een van zijn broers, Reposh Kastrioti, wordt zelfs vereerd. Over de religie van zijn vader bestaat er onzekerheid, sommige bronnen vermelden dat hij zich voor zijn dood bekeerd heeft tot het rooms-katholicisme.

### Dienst in het Ottomaanse leger
De vader van Gjergj Kastrioti, Gjon Kastrioti, had sultan Bayezid I bestreden, maar in 1421 tegen diens opvolger Murat II een nederlaag geleden, waarop de sultan zijn vier zoons als gijzelaars meenam. Zo groeiden Gjergj Kastrioti en zijn oudere broers op aan het hof in Adrianopel. Gjergj ging over op de islam, volgde een militaire opleiding en trad in dienst in het Ottomaanse leger. Zijn naam werd veranderd naar İskender. Deze naam verwijst in de Turkse taal naar Alexander de Grote. In 1438 verwierf hij de titel bey en kwam bekend te staan als İskender bey, welke in Europa werd verbasterd tot Skanderbeg. In dat jaar kwam Skanderbeg aan het hoofd te staan van een afdeling cavalerie van 5000 man.

### Strijd voor vrijheid van Albanië
Op 28 november 1443 liep Skanderbeg tijdens een veldslag bij Niš (Servië) tegen de Hongaren onder Johannes Hunyadi over naar de tegenpartij. Driehonderd Albanezen uit het Ottomaanse leger volgden hem. Hij heroverde vervolgens Krujë met behulp van een vervalste firman van de sultan aan de gouverneur van Krujë. Nadat deze het kasteel aan Skanderbeg had overgedragen, hees Skanderbeg er zijn familievlag met de dubbele zwarte adelaar, die in de 20ste eeuw de vlag van Albanië zou worden. Skanderbeg zwoer de profeet en de sultan af en veroverde in een maand tijd de meeste vestingen die zijn in 1442 overleden vader had bezeten. Op 2 maart 1444 kozen de Albanese vorsten hem in de kathedraal van Lezhë (Alessio, destijds Venetiaans grondgebied) tot hun leider. De Liga van Lezhë bundelde, gesteund door Venetië, het Albanese verzet tegen de Ottomanen. Tot de bondgenoten behoorde Gjergj Arianiti: Skanderbeg zou in 1451 met diens dochter Andronika Arianiti trouwen. Met steun van zijn bondgenoten kon Skanderbeg versperringen bouwen en een mobiele defensiemacht opzetten, die de Ottomanen dwong hun manschappen te verdelen, wat hen kwetsbaar maakte voor de guerrillatactieken van de Albanezen. Skanderbeg gebruikte in de guerrillaoorlog het bergachtig terrein in zijn voordeel, en zette zijn verzet tegen de Ottomaanse manschappen voort tot zijn dood, met een leger dat zelden boven de 20.000 uitkwam.
Skanderbegs troepen boekten in juni 1444 bij Torviolli een eerste opmerkelijk succes tegen de Ottomanen, wat hem de bewondering van de christelijke mogendheden opleverde. Zijn deelname aan de door hen georganiseerde (en verloren) Slag bij Varna tegen de Turken liep spaak dankzij ingrijpen van Đurađ Branković, de Servische bondgenoot en schoonvader van de sultan, die hem de weg versperde. Na hun overwinning bij Varna intensiveerden de Ottomanen hun strijd tegen Skanderbeg, maar het kwam pas in 1447 tot een kortstondige vredestijd, die Skanderbeg gebruikte om in het Napels van Alfons V een opstand te helpen neerslaan. Als dank mochten Albanezen zich in Zuid-Italië vestigen, waarmee de eerste Arbëreshë naar Italië overstaken. Venetië vreesde inmiddels voor zijn eigen belangen in Albanië, maar de Albanees-Venetiaanse Oorlog leidde in 1448 tot een versterking van Skanderbegs positie.
De Tweede Slag op het Merelveld (1448), waarbij de sultan de Hongaren een tweede nederlaag toebracht en waaraan Skanderbeg door toedoen van Branković opnieuw niet aan kon deelnemen, maakte voor de Turken de weg vrij voor een groots offensief tegen Skanderbeg: uiteindelijk sloeg een leger van ruim 100.000 soldaten onder leiding van de sultan zelf in 1450 het beleg voor Krujë, maar Skanderbeg wist de aanval af te slaan. Tot zijn dood in 1468 zouden er nog vele veldslagen volgen, die (op een na) steevast door Skanderbeg gewonnen werden en waarbij ook Krujë nog tweemaal belegerd zou worden. Van zijn christelijke bondgenoten kreeg hij nauwelijks meer dan morele steun. De reeks werd tussen 1461 en 1464 onderbroken door een nieuw vredesverdrag met de Turken, dat hem de erkenning als koning van Albanië opleverde.
Skanderbeg stierf aan malaria. Hij werd begraven in de kathedraal van Lezhë en opgevolgd door zijn enige zoon, de twaalfjarige Gjon. Skanderbegs erfenis zou niet lang standhouden: Krujë viel in 1478. Het nog steeds Venetiaanse Lezhë kwam een jaar later ook in Turkse handen, waarbij de kathedraal met Skanderbegs graf werd geplunderd.

## Reputatie

Familiewapen van Skanderbeg

Skanderbeg kreeg tijdens zijn leven van de paus de eretitel Athleta Christi, waarmee zijn verdiensten voor de christelijke strijd tegen de oprukkende Turken werden onderstreept. Zijn leven werd te boek gesteld door de geestelijke Marin Barleti (Marinus Barletius): diens Historia de vita et gestis Scanderbegi Epirotarum principis verscheen omstreeks 1508 in Rome en werd in verschillende talen vertaald. De dichteres Margherita Sarrocchi maakte hem tot hoofdpersoon van haar epos Scanderbeide (1606) en Antonio Vivaldi schreef een opera, Scanderbeg, die in 1718 in première ging.
In Albanië zelf kreeg Skanderbeg aan het eind van de 19de eeuw de status van nationale held, vooral nadat de prominente dichter Naim Frashëri in 1898 zijn historische epos Istori e Skënderbeut (De geschiedenis van Skanderbeg) had geschreven.
De opeenvolgende regeringen van Albanië vernoemden een ridderorde, de "Orde van Skanderbeg" naar hem. Skanderbeg wordt in Albanië en in Kosovo geëerd met talloze monumenten. Het voornaamste plein van Tirana draagt zijn naam. De kathedraal in Lezhë is inmiddels omgevormd tot een mausoleum ter ere van Skanderbeg.

## Foto's van beelden van Skanderbeg

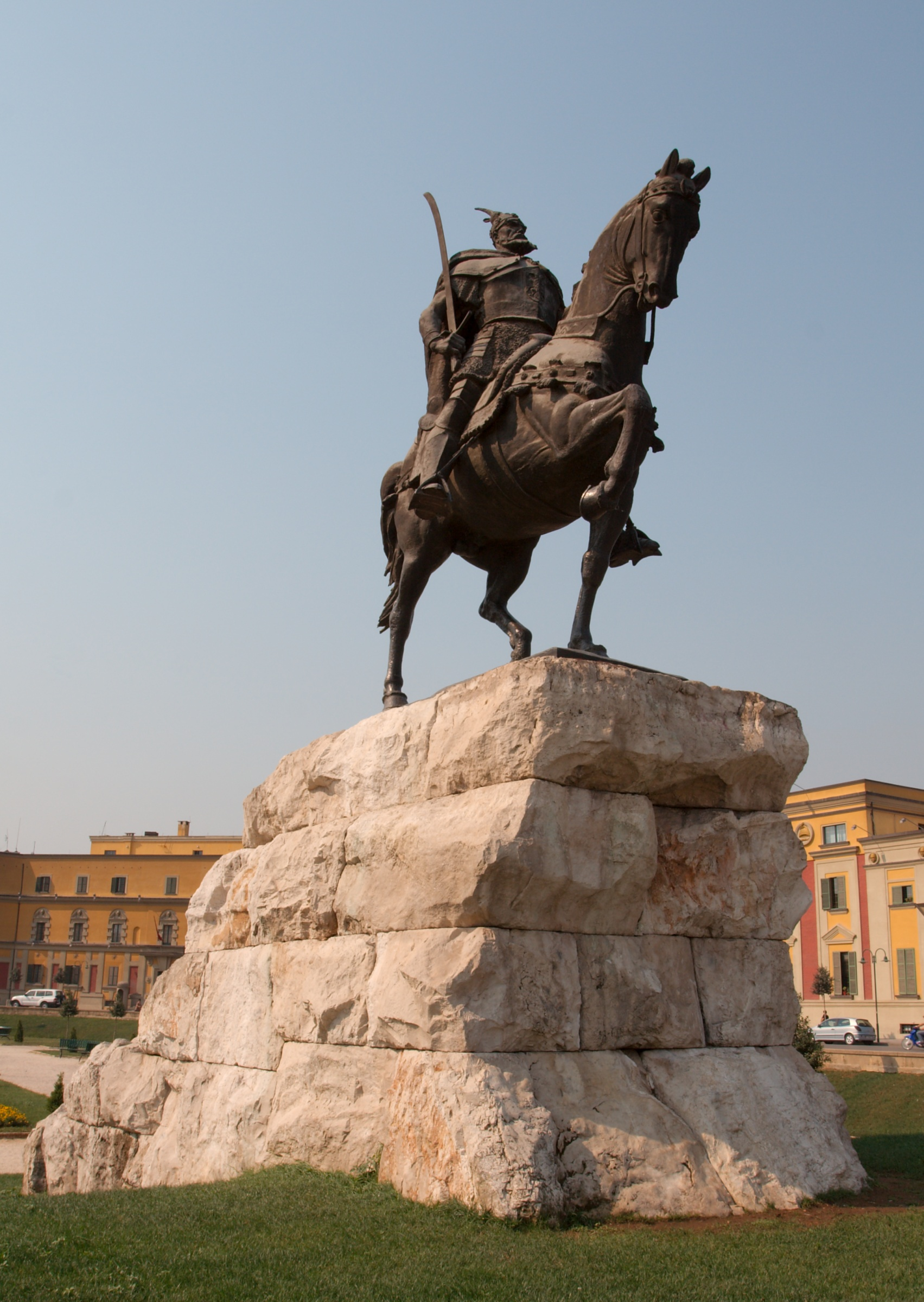
Skanderbeg in Tirana, Albanië.
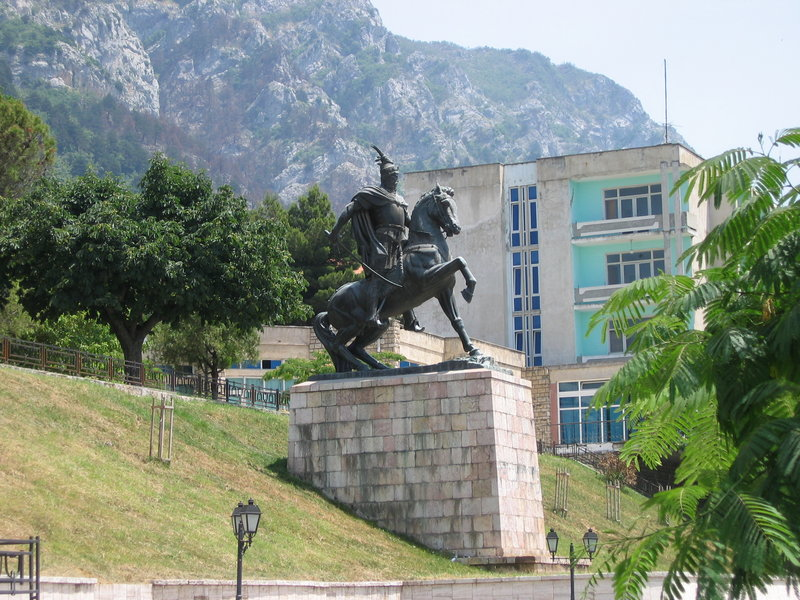
Beeld van Skanderbeg, in Krujë, Albanië.
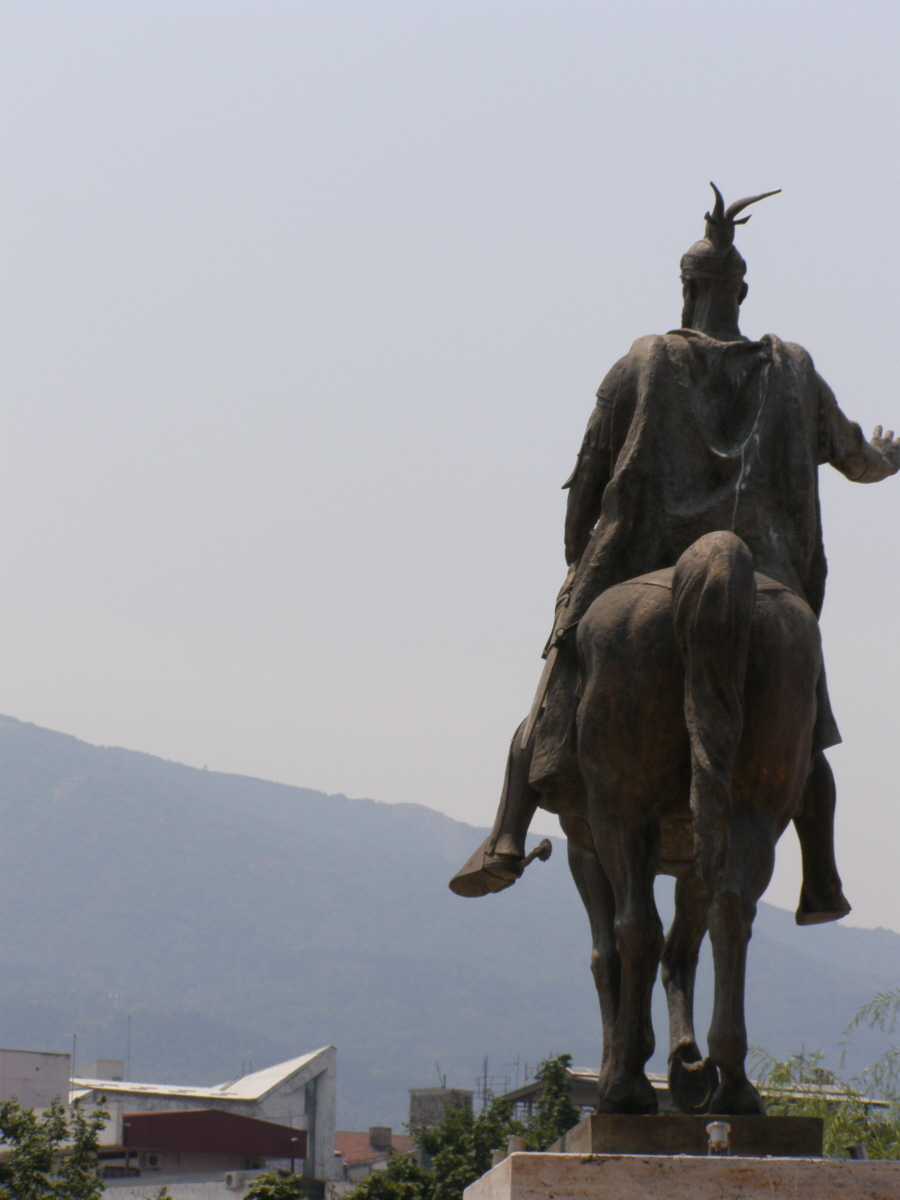
Beeld van Skanderbeg, in Skopje, Noord-Macedonië
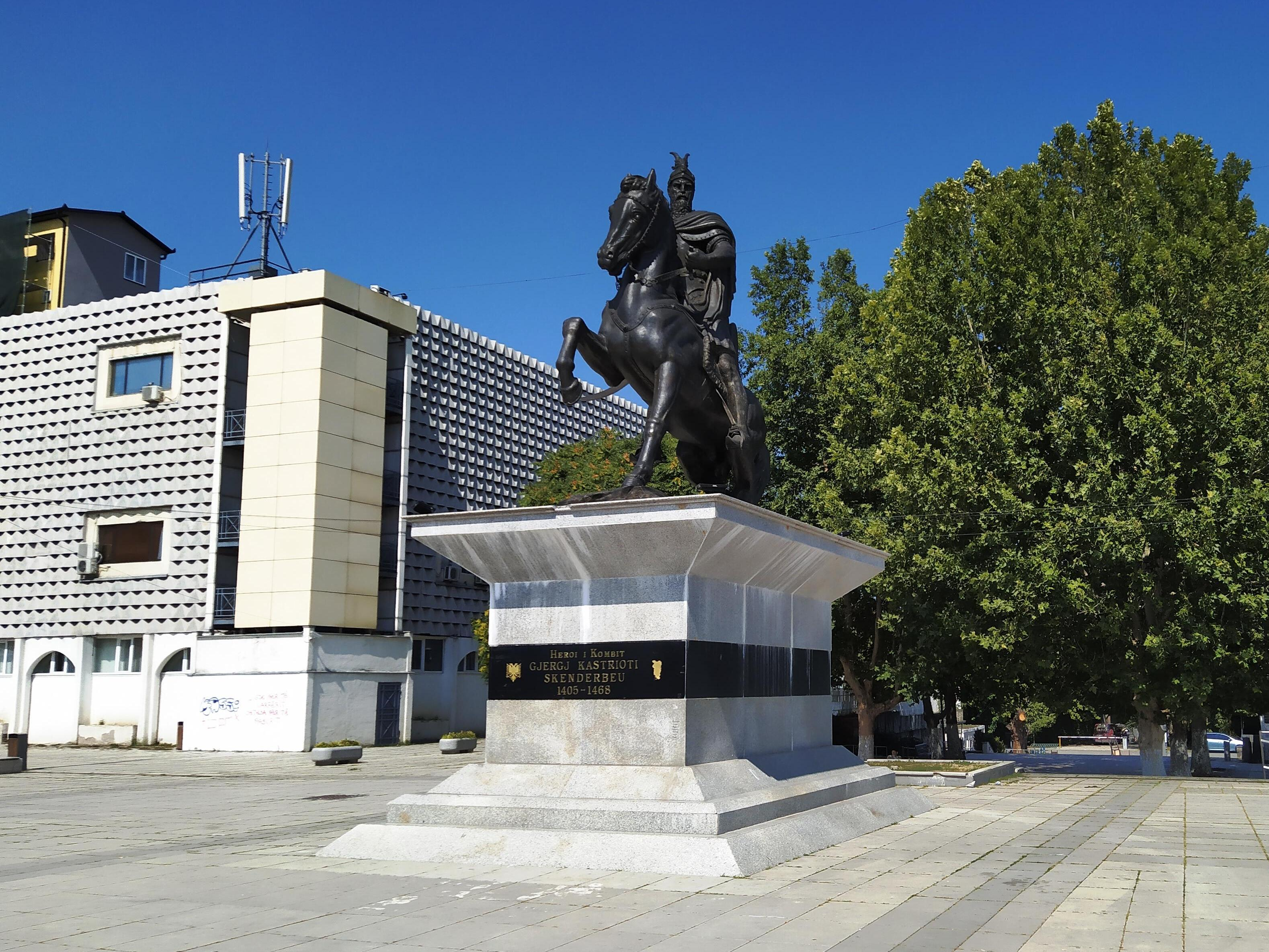
Beeld van Skanderbeg in Prishtina, Kosovo.
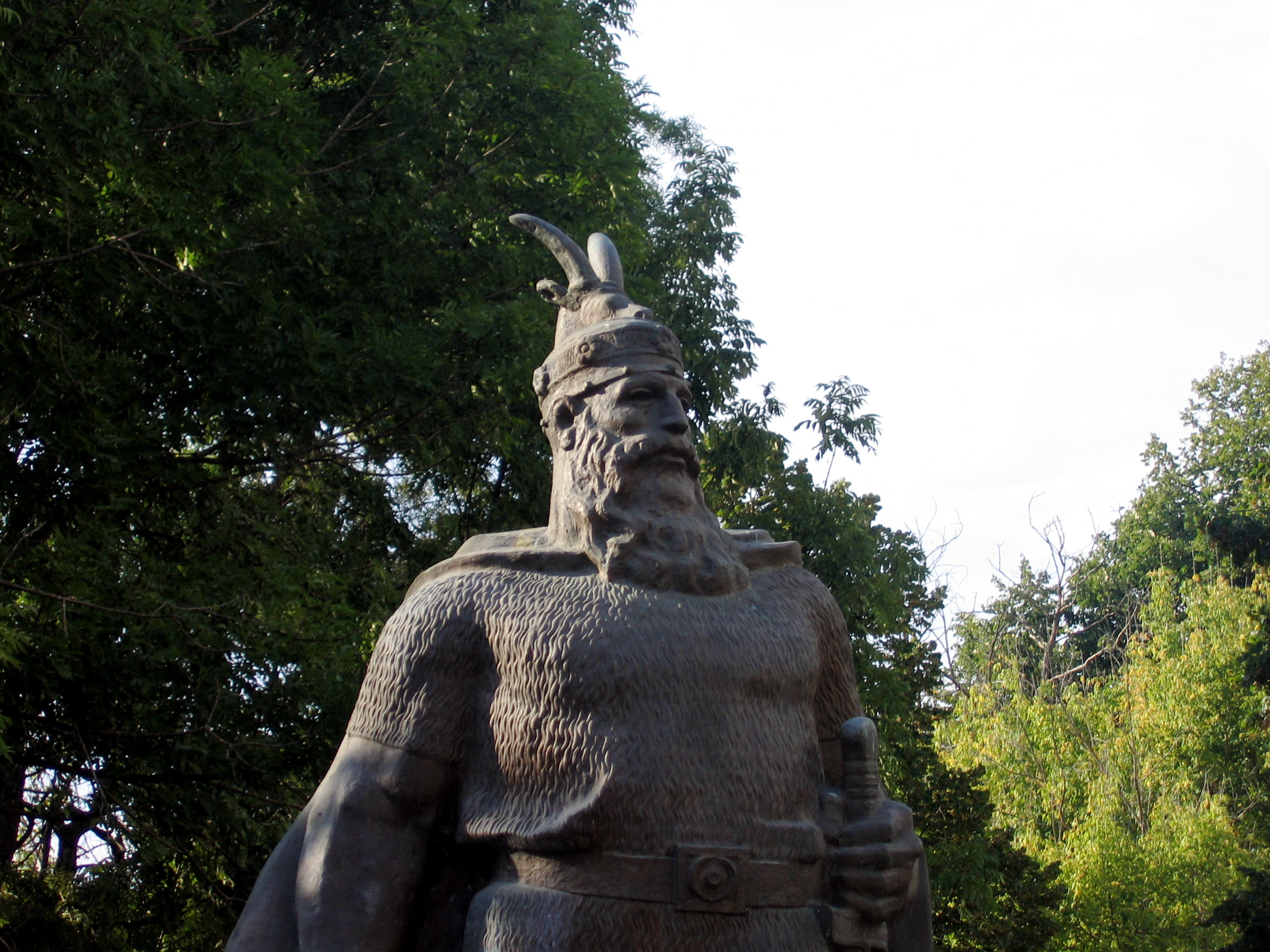
Beeld van Skanderbeg in Debar, Noord-Macedonië.